# Harriet Arbuthnot

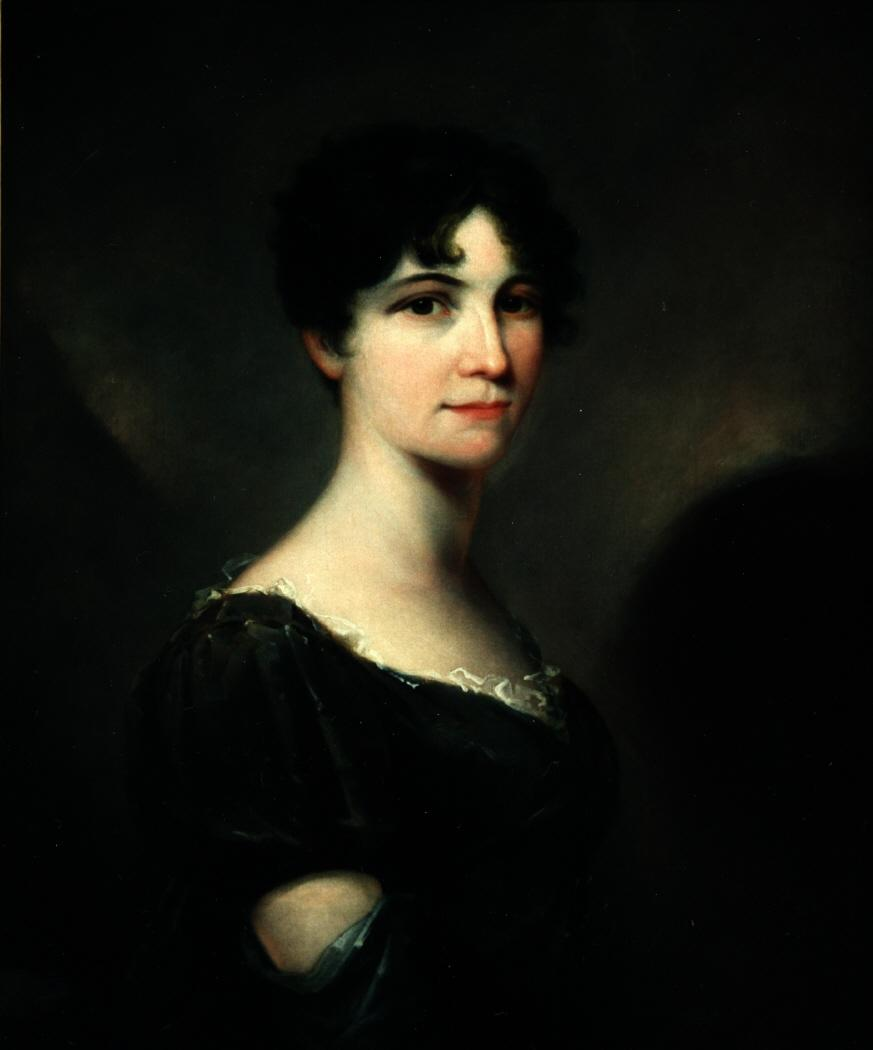
Harriet Arbuthnot door John Hopper

Harriet Arbuthnot (10 september 1793 – 2 augustus 1834) was een vroeg-19de-eeuwse Engelse dagboekenschrijfster. Ze observeerde maatschappelijke trends en trad op politieke bijeenkomsten van de Tory Party namens de partij op als gastvrouw.
Arbuthnots echtgenoot Charles Arbuthnot was politicus en maakte deel uit van de heersende klasse. Door haar goede connecties maakte ze kennis met veel van de sleutelfiguren uit de Regency-periode en het laatnapoleontische tijdperk. Ze is de ‘Mrs. Arbuthnot’ die in veel biografieën en verhalen over die tijd wordt geciteerd omdat ze vaak woordelijk verslag deed van bijeenkomsten en gesprekken. Haar observaties en indrukken van het leven binnen het Britse establishment beperken zich niet alleen tot personen, maar beschrijven met hetzelfde oog voor detail de politiek, belangrijke aangelegenheden en het dagelijks leven, waardoor historici een duidelijk beeld krijgen van de beschreven gebeurtenissen.
In de jaren 20 van de 19de eeuw was ze de beste vriendin van de eerste hertog van Wellington, de held van de Slag bij Waterloo en premier van Groot-Brittannië. Ze schreven elkaar jarenlang brieven en waren met elkaar bevriend. Van hun correspondentie en vriendschap deed ze verslag in haar dagboeken, waarnaar vervolgens in alle gezaghebbende biografieën over de hertog van Wellington uitgebreid naar verwezen werd.
Haar dagboeken werden uiteindelijk uitgegeven in 1950 onder de titel The Journal of Mrs Arbuthnot.

## Jeugd
Arbuthnot werd op 10 september 1793 geboren als de dochter van Henry Fane. Hij was de tweede zoon van Thomas Fane, de achtste graaf van Westmorland. Van Henry Fane werd gezegd dat hij als jongeman ‘erg ijdel en lichtzinnig was en veel tijd doorbracht op het platteland’. Desondanks vertegenwoordigde hij als parlementslid het kiesdistrict Lyme Regis en werd hij in 1772 aangesteld als Keeper of the King’s Private Roads, een functie waarin hij verantwoordelijk was voor het onderhoud van de koninklijke wegen. In 1778 trouwde hij met Harriets moeder, Anne Batson, een rijke erfgename en de dochter van Edward Buckley Batson. Het echtpaar kreeg 14 kinderen: negen zonen en vijf dochters.
Arbuthnot bracht een groot deel van haar jeugd door in het graafschap Lincolnshire op het familielandgoed Fulbeck Hall, dat hoog in de kalkstenen heuvels ten noorden van het stadje Grantham ligt. Het landhuis, dat een geschenk was van Henry’s vader aan zijn zoon, was modern en niet al te groot. Het werd herbouwd na een brand in 1733 en werd in 1784 verder uitgebouwd en gemoderniseerd door Henry Fane.
Arbuthnots vader overleed toen ze negen jaar oud was. Toen haar moeder in 1810 de landgoederen Avon Tyrrell in Hampshire en Upwood in Dorset erfde, verbeterde de financiële situatie van de familie aanzienlijk. De erfenis leverde de weduwe van Henry Fane een inkomen op van 6000 pond per jaar (wat omgerekend naar 2019 zo’n 430.000 pond per jaar was).

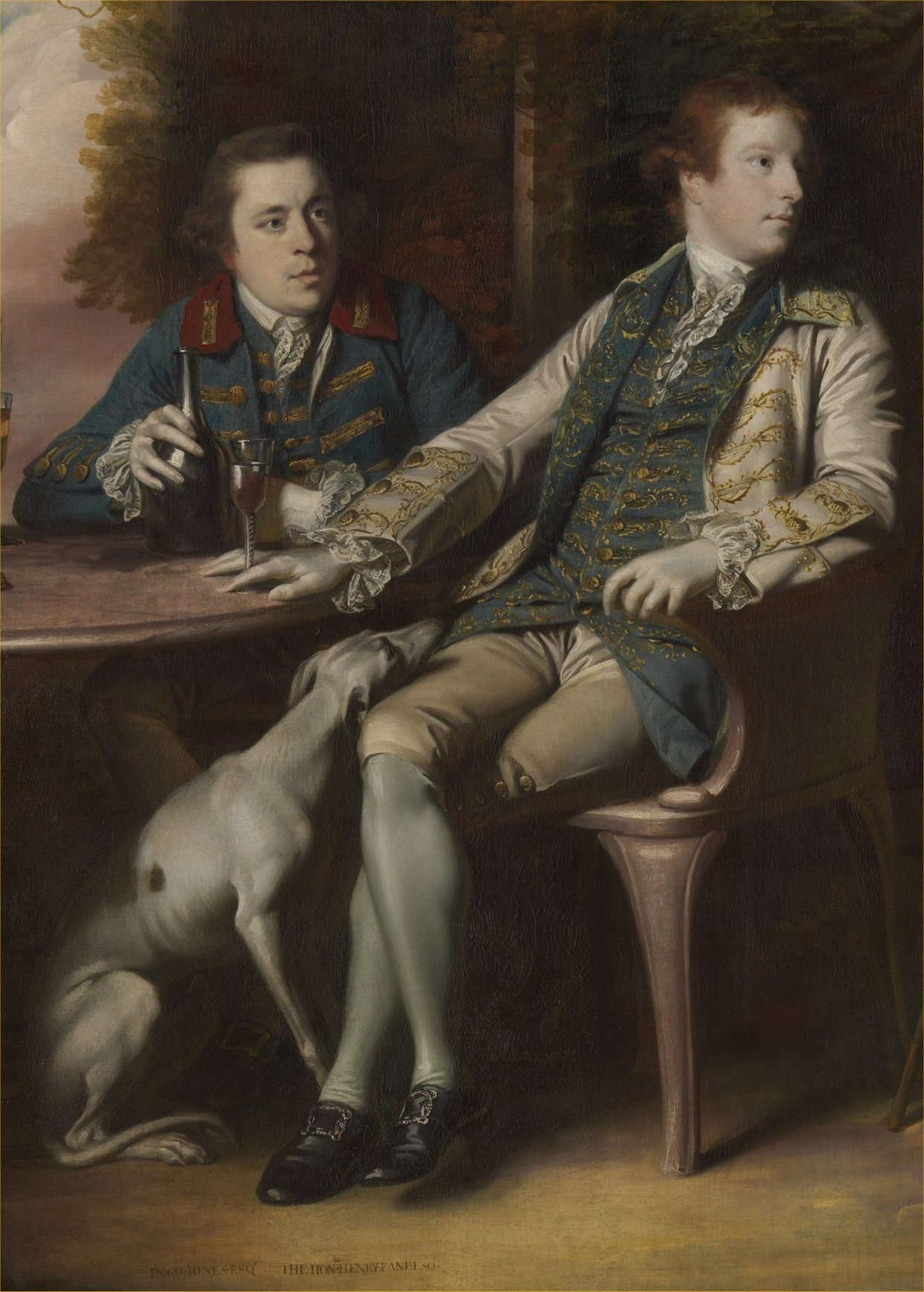
Brits parlementariër Henry Fane (rechts) (1739-1802), de vader van Harriet Arbuthnot

## Huwelijk
Op 31 januari 1814 trouwde Harriet Fane in Fulbeck Hall met het parlementslid Charles Arbuthnot. Charles Arbuthnot werd geboren in 1767 en was 26 jaar ouder dan zijn vrouw. Vanwege dit grote leeftijdsverschil had Harriets familie aanvankelijk bezwaren tegen het huwelijk. Een ander belangrijk obstakel in de aanloop naar het huwelijk was van financiële aard. Haar moeder belastte haar oudere zoon Vere, een 46-jarige weduwnaar, met de financiële voorwaarden voor het huwelijk van haar 20-jarige dochter. Omdat hij werkzaam was bij de bank Child & Co werd hij gezien als de aangewezen persoon om dergelijke zaken te regelen. Het lijkt erop dat de toekomstige bruidegom aanvankelijk niet tevreden was met het bedrag dat Vere Fane en zijn moeder aan hun zus en dochter wilden meegeven. Hij schreef namelijk het volgende aan zijn verloofde: ‘Hoe kunnen jij en ik nu van 1000 pond of 1200 pond leven als Fane [Harriets moeder] het al zo onmogelijk vindt om van 6000 pond rond te komen dat ze jou daarom geen enkele bijdrage kan geven?’
Charles Arbuthnot was weduwnaar en had vier kinderen. Zijn zoon Charles was slechts negen jaar jonger dan zijn nieuwe vrouw. In 1806 was zijn eerste vrouw Marcia overleden, die hofdame was van de roemruchte Caroline van Brunswijk, de toenmalige prinses van Wales. Charles Arbuthnot was een in Ierland geboren lid van de Engelse aristocratie, net als de andere twee mannen die zijn tweede vrouw zo bewonderde: burggraaf Castlereagh en de hertog van Wellington. In 1795 nam hij voor het eerst zitting in het parlement als vertegenwoordiger van het district East Looe. Tijdens zijn huwelijk met Harriet Fane was hij parlementslid voor onder andere het district St. Germans. Tussen 1804 en 1807 onderbrak hij zijn politieke carrière kort om buitengewoon ambassadeur van het Ottomaanse Rijk te worden. Het huwelijk met een man als Charles Arbuthnot, een van de pijlers van de gevestigde orde, opende alle deuren voor zijn jonge nieuwe vrouw. Als een van de 14 kinderen van een jongere zoon uit een niet al te rijke adellijke familie zou ze anders niet tot de hoogste kringen van de Britse maatschappij hebben kunnen doordringen. Zoals het geruzie over haar bruidsschat al deed vermoeden, zat het echtpaar Arbuthnot echter krap bij kas.

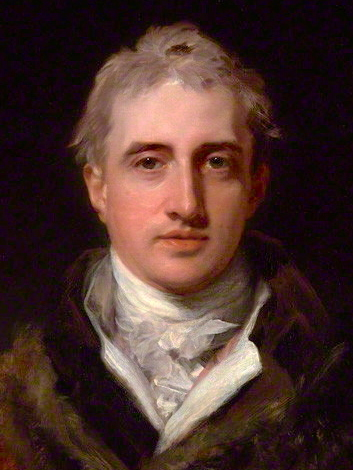
Lord Castlereagh, Harriet Arbuthnots ‘meeste dierbare en beste vriend’

Tijdens haar huwelijk sloot Harriet Arbuthnot hechte vriendschappen met invloedrijke oudere mannen. Tot zijn dood in 1822 beschouwde ze Castlereagh als haar ‘meest dierbare en beste vriend’. Daarna was deze eer voorbehouden aan de hertog van Wellington, die andere in Ierland geboren hoge edelman uit de 19de eeuw. Volgens de maatschappelijke commentatoren uit die tijd had ze echter een gelukkig huwelijk. Charles Arbuthnot was zelfs minstens even goede vrienden met Wellington als zijn vrouw. Als vrouw van een politicus was ze gefascineerd door de politiek. Ze genoot succes als politiek gastvrouw en zette zich vol energie in voor de belangen van de Tories. Hoewel Harriet in haar huwelijk de broek aan had, kon ze door haar conservatieve opvattingen continu rekenen op de goedkeuring van haar oudere bewonderaars binnen de Tory Party. In het begin van haar huwelijk was haar echtgenoot onderstaatssecretaris op het ministerie van Financiën. Later kreeg hij het Department of Woods and Forests onder zijn hoede en werd hij verantwoordelijk voor de koninklijke parken en tuinen. Hierdoor kreeg hij toegang tot de Britse koninklijke familie en steeg niet alleen zijn sociale status, maar ook die van zijn vrouw.
In haar dagboekopmerkingen over andere vrouwen die vriendschappelijke banden onderhielden met de vooraanstaande mannen uit die tijd toont Arbuthnot een scherpe, ironische humor. Over prinses Dorothea Lieven, vrouw van de Russische ambassadeur in Londen van 1812 tot 1834 en voormalig maîtresse van Wellington, schreef ze: ‘Het is merkwaardig dat de liefdes en de intriges van een courtisane zo’n invloed kunnen hebben op wat er in Europa gebeurt.’
Haar politieke observaties zijn duidelijk geschreven vanuit haar eigen Tory-standpunt. Toch is haar gedetailleerde beschrijving van de machtsstrijd tussen de Tories en de Liberalen in 1822-1830 een van de meest gezaghebbende verslagen op dit gebied.

## Vriendschap met Wellington
De paden van Harriet Arbuthnot en Wellington kruisten elkaar waarschijnlijk voor het eerst in 1814 in de literaire salons van Parijs, die na Napoleons verbanning naar Elba weer van start waren gegaan. Wellington was net benoemd tot ambassadeur van Groot-Brittannië aan het Franse hof, dat gezeteld was in het paleis van de Tuilerieën, en in Parijs wemelde het van de Engelse bezoekers die na de Napoleontische Oorlogen weer dolgraag door Europa wilden reizen en sociale contacten wilden opbouwen.

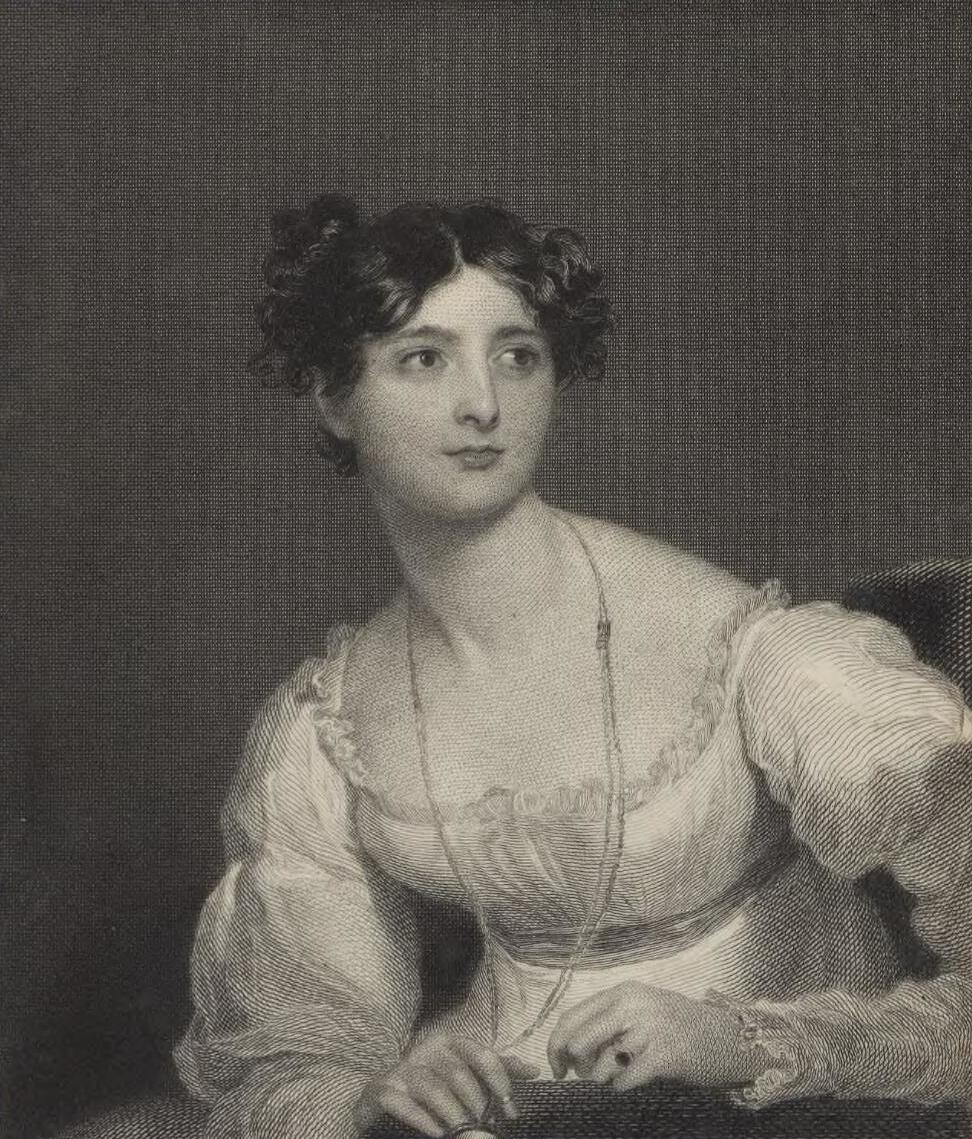
Portret van Harriet Arbuthnot

Ook het pasgetrouwde echtpaar Arbuthnot nam in deze bruisende omgeving deel aan het sociale leven. Wellington kende Charles Arbuthnot, aangezien Charles Wellingtons jongere broer Henry tijdens diens scheiding had gesteund. Mogelijk had hij ook mevrouw Arbthnot ontmoet, of op zijn minst van haar gehoord: ze was namelijk een nicht van de Burghersh-familie met wie hij heel goed bevriend was. De vriendschap tussen Harriet en Wellington kwam echter pas tot bloei na de dood van Castlereagh in 1822. Het is zeer onwaarschijnlijk dat er voor die tijd sprake was van een hechte vriendschap. Wellington had zich geïnstalleerd in het Hotel de Charost (dat kort daarvoor nog diende als onderkomen voor de zus van Napoleon, prinses Pauline Borghese). Ten tijde van de Restauratie werd hij door iedereen in Parijs feestelijk onthaald en hij had inmiddels in Giuseppina Grassini een vrouwelijke metgezel gevonden met wie hij zeer intiem was. Deze vrouw, die dankzij haar hechte vriendschap met Napoleon bekend stond als ‘La Chanteuse de L’Empereur’ (De zangeres van de keizer), wist zowel de Engelse als de Franse hogere kringen in Parijs te choqueren door zelfs nadat de hertogin van Wellington in Parijs was gearriveerd in het openbaar aan Wellingtons arm te verschijnen.
Er is veel gespeculeerd over een zogenaamde ‘ménage à trois’ tussen Harriet Arbuthot, haar man Charles en Wellington, maar dit gerucht is door een aantal biografen van de hand gewezen. Er wordt echter wel beweerd dat de hertog ongelukkig was in zijn huwelijk en dat hij genoot van zijn relatie met Harriet omdat hij in haar gezelschap ‘het plezier en het geluk vond die zijn vrouw hem niet kon geven’. Er bestaat geen twijfel over dat hij haar van alles toevertrouwde, vooral op het gebied van zijn huwelijk. Zo vertelde hij haar dat hij alleen maar met zijn vrouw getrouwd was omdat ‘ze me daarom gevraagd hadden’ en dat hij ‘absoluut niet verliefd op haar was’. Sterker nog: de laatste keer dat Wellington zijn vrouw voor hun trouwdag had gezien was tien jaar daarvoor. Nadat ze getrouwd waren, kwamen de bruid en bruidegom erachter dat ze weinig tot niets gemeen hadden. Ondanks dat ze samen twee zoons kregen, leidden ze tot aan de dood van de hertogin in 1831 grotendeels gescheiden levens. Harriet had geen hoge pet op van de hertogin (‘ze is zo’n dom mens’), maar ze was het niet met Wellington eens dat zijn vrouw niks om zijn welzijn gaf. Volgens Harriet wilde de hertogin haar man wel gelukkig maken, maar had ze geen idee hoe ze dit moest aanpakken.

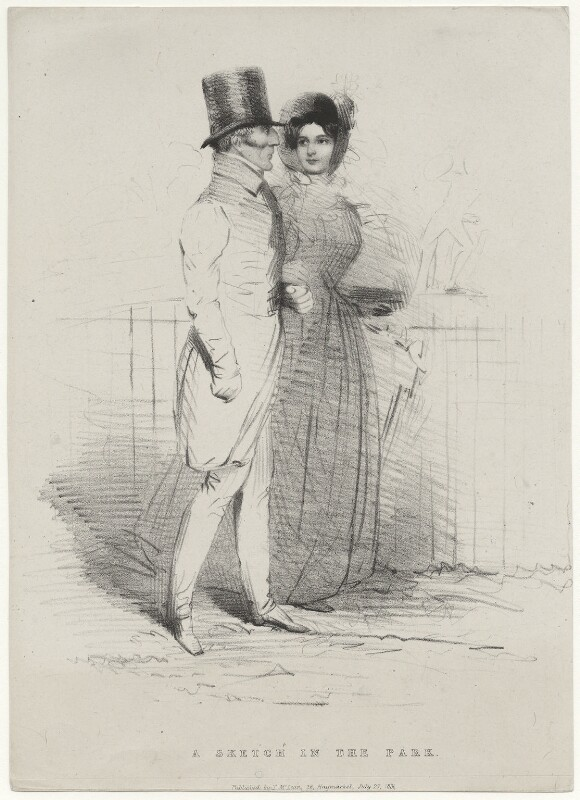
Harriet Arbuthnot was de ‘beste vriendin’ van de hertog van Wellington

Door zijn onbevredigende huwelijk ging Wellington relaties aan met andere vrouwen, maar voor Harriet Arbuthnot ‘voelde hij de diepste genegenheid’. Charles Arbuthnot was in die tijd werkzaam op het ministerie van Financiën en werd zelfs wat nu de persoonlijk secretaris van Wellington genoemd zou worden in diens eerste termijn als minister-president tussen januari 1828 en november 1830. Er wordt gesuggereerd dat de hertog van Wellington Harriet ‘bijna onbeperkte toegang gaf tot de kabinetsgeheimen’. Hoeveel kennis en toegang ze ook had, het lijkt er niet op dat ze invloed had op de hertog. Maar zelfs Wellingtons weigering om haar man in januari 1828 in zijn kabinet op te nemen kon de hechte vriendschap tussen de drie niet schaden.
Wellington deed geen moeite om zijn vriendschap met Harriet Arbuthnot te verbergen. Het feit dat de hertogin van Kent Wellington in 1828 toestond om Arbuthnot aan haar dochtertje, de latere koningin Victoria, voor te stellen, geeft aan dat hun relatie platonisch was en als zodanig geaccepteerd werd in de hoogste kringen. Arbuthnot omschreef het jonge prinsesje als ‘het schattigste kind dat ik ooit gezien heb’ en merkte op dat ‘de hertogin van Kent een zeer verstandige persoon is die haar (Victoria) buitengewoon goed opvoedt’. In tegenstelling tot Wellington en andere hooggeplaatste personen had ze helemaal geen slecht beeld van de hertogin. Als Arbuthnot zelf echter geen fatsoenlijke reputatie had gehad dan had ze niet bij de jonge prinses op audiëntie gemogen.
Veel passages in Arbuthnots dagboek zijn echter minder respectvol dan diegene die ze aan de hertogin van Kent wijdde. Wellington en Arbuthnot reisden vaak samen. Een gezamenlijk bezoek aan Blenheim Palace in 1824 leverde de volgende vernietigende opmerking in haar dagboek op over de 5e hertog van Marlborough: ‘De familie van de grote Generaal [de 1e hertog] is echter helaas aan lager wal geraakt en maakt de illustere naam Churchill, die ze juist net weer hebben aangenomen, te schande. De huidige hertog gaat gebukt onder schulden en is weinig meer dan een ordinaire oplichter.’
Toen Wellington en de Tories in november 1830 de macht verloren, verloor Arbuthnot haar belangstelling voor haar dagboek en schreef ze: ‘Van nu af aan zal ik waarschijnlijk nog maar weinig in mijn boek schrijven, want behalve de hertog, vind ik geen enkele van de publieke figuren interessant.’ Het uiteenvallen van de Tory Party beschrijft ze vanuit een uiterst partijdig standpunt; accuraat wat betreft de gebeurtenissen buiten de binnenste cirkel van de partij, maar in breder perspectief en minder politiek dan het verslag van Henry Hobhouse.

## Nalatenschap

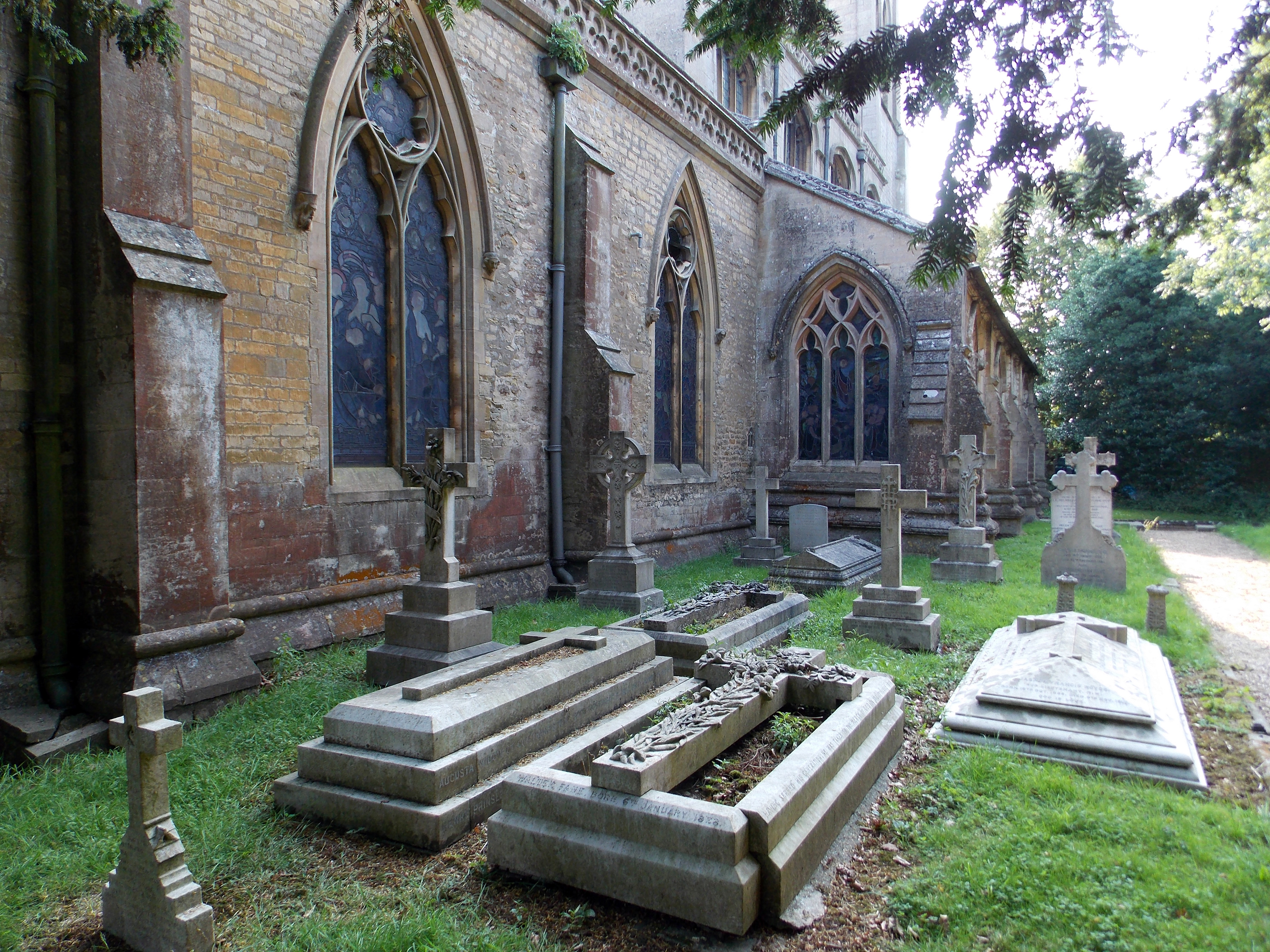
De begraafplaats van de familie Fane in Fulbeck, waar Harriet Arbuthnot begraven ligt

Op 2 augustus 1834 overleed Harriet plotseling aan cholera. Op het moment van haar dood was ze in Woodford Lodge, een boerderij op het landgoed van de Arbuthnots in Northamptonshire. Er werd meteen een spoedbericht gestuurd naar Apsley House, Wellingtons huis in Londen. De koerier moest echter doorreizen naar Hatfield House, waar Wellington dineerde met de markies en markiezin van Salisbury. Na haar dood werd bekend dat ze sinds januari 1823 op de Britse civiele lijst had gestaan en een overheidsbijdrage van 936 pond per jaar had ontvangen (wat omgerekend naar 2020 zo’n 85.000 pond per jaar is).
De ware aard van Arbuthnots relatie met Wellington is altijd onderwerp van speculatie geweest. Het feit dat vrouwelijke bewonderaars direct na haar dood avances begonnen te maken naar Wellington voedde de speculaties alleen maar. Een van deze vrouwen was ene juffrouw Jenkins die, vanaf het moment dat Arbuthnot dood was, met ‘hart en ziel’ jacht maakte op de hertog. Een andere dame was een bekend gezicht uit zijn verleden en was niemand minder dan Harriets eigen nicht, de excentrieke Lady Georgiana Fane. Zij dreigde Wellington er voortdurend mee dat zij enkele vertrouwelijke brieven die hij haar ooit had gestuurd openbaar zou maken en dat zij hem zou aanklagen omdat hij zich, volgens haar, niet aan zijn belofte had gehouden om met haar te trouwen. Het lijkt er heel erg op dat Harriet Wellington niet alleen hielp om zijn sociale leven op orde te houden, maar dat haar aanwezigheid hem ook beschermde tegen de avances van andere vrouwen. Het is met zekerheid bekend dat de hertog er maîtresses op na hield, maar het is nooit bewezen dat Harriet er een van was. Volgens de multimediagids van Apsley House trad zij slechts op als zijn gastvrouw bij politieke etentjes.
Na haar dood verliet Charles Arbuthnnot Woodford House en trok hij in bij zijn goede vriend Wellington. In 1850 overleed hij in Apsley House op 83-jarige leeftijd. In de jaren dat ze samenwoonden, rouwden de twee oude mannen over het verlies van hun vrouw en vriendin en beklaagden ze zich over de scheuringen binnen de Tory Party. Wellington overleed twee jaar later en werd met de nodige pracht en praal in St Paul’s Cathedral in Londen begraven. Harriet Arbuthnot was begraven op de familiebegraafplaats van de Fanes bij de parochiekerk van St Nicholas in Fulbeck.
Haar dagboeken werden uiteindelijk uitgegeven in 1950 onder de titel The Journal of Mrs Arbuthnot.